# Ernesio
Ernesio fue arzobispo de Cesarea en el Reino de Jerusalén desde 1158 hasta su muerte en 1175.

## Primeros años de vida
Ernesio era sobrino de Guillermo I de Malinas, que vino de Flandes y fue nombrado patriarca latino de Jerusalén por el rey Balduino II. Ernesio se convirtió en canciller de su tío, un raro ejemplo de nepotismo entre el clero del Reino de Jerusalén.  El patriarca Guillermo murió en 1145, y Ernesio continuó como canciller bajo el siguiente patriarca, Fulco de Angulema. Como canciller de Fulco, Ernesio apoyó a la reina Melisenda en su lucha contra el rey Balduino III. Ernesio se había opuesto originalmente al nombramiento de Amalarico de Nesle como patriarcado (en 1157 o 1158), pero finalmente comenzó a cooperar con él.

## Arzobispado
Ernesio fue nombrado arzobispo de Cesarea en 1158 en sucesión del arzobispo Balduino II. El arzobispo Guillermo de Tiro lo describió como «sabio y dotado de elocuencia». En 1160, mientras Melisenda estaba gravemente enferma, Ernesio y varios otros fueron admitidos nuevamente en la corte real.
El rey Amalarico encargó a Ernesio y al mayordomo real, Eudes de Saint-Amand, que negociaran un matrimonio del rey con una pariente del emperador bizantino Manuel I Comneno. La embajada partió hacia la corte bizantina en Constantinopla en 1165. Ernesio y Eudes regresaron casi dos años después con una novia, la sobrina nieta del emperador, María Comnena.
En 1169, una embajada formada por el patriarca Amalrico, el arzobispo Ernesio y el obispo Guillermo de Acre recibió el encargo de llevar cartas del rey Amalrico al emperador Federico I Barbarroja, a los reyes Luis VII de Francia y Enrique II de Inglaterra, a la reina Margarita de Sicilia y a los condes Felipe I de Flandes, Teobaldo V de Blois y Enrique I de Champaña. Los prelados fueron obligados a regresar a Acre por una fuerte tormenta después de dos días en el mar; debido al riesgo, se negaron a zarpar nuevamente. El segundo intento fue confiado al arzobispo de Tiro, Federico de la Roche, y al obispo de Banyas, Juan.
Ernesio murió en 1175 y fue sucedido como arzobispo por Heraclio.